# Karstquelle Unterbürg
Koordinaten: 49° 4′ 6,7″ N, 11° 33′ 47,3″ O
Die Karstquelle Unterbürg ist eine Karstquelle bei Dietfurt in der Oberpfalz.

## Beschreibung

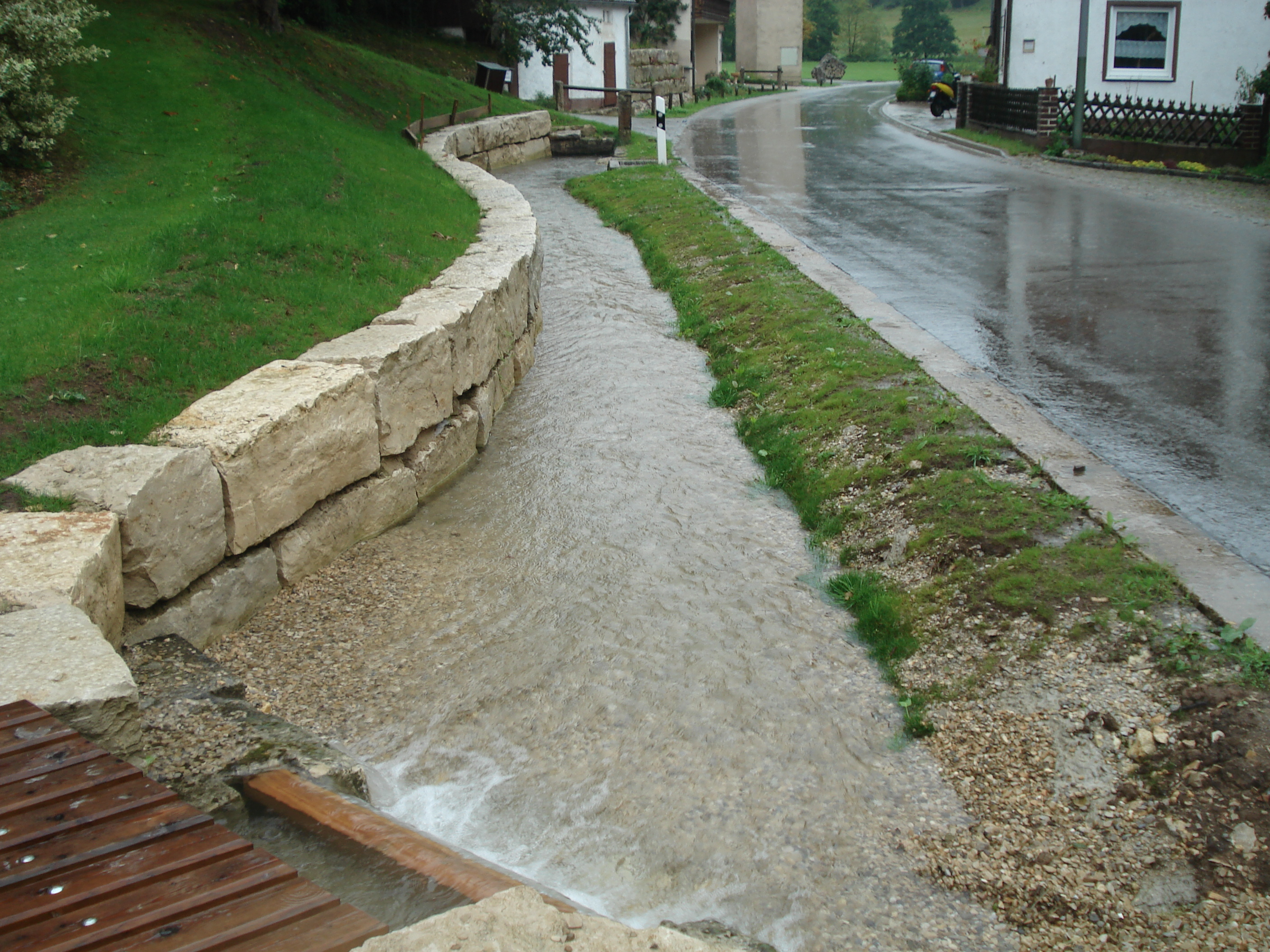
Der abfließende Bach

Die von Natursteinen ummauerte Quelle liegt im Ortsteil Unterbürg direkt an der Durchfahrtsstraße. Die Quellfassung wurde in den letzten Jahren neu gestaltet. Der abfließende Bach verläuft entlang der Straße und mündet nach etwa 120 Metern in die Weiße Laber (Unterbürger Laber).